# ژوزف رکامیه
ژوزف رکامیه (فرانسوی: Joseph Récamier‎؛ ۶ نوامبر ۱۷۷۴ – ۲۸ ژوئن ۱۸۵۲) جراح متخصص زنان اهل فرانسه بود.
یکی از دلایل شهرت او، رواج دادنِ کورت، اسپکولوم واژینال و سوند رَحـِمی است. او در رساله‌ای تحت عنوانِ «پژوهش در درمان سرطان» (فرانسوی: Recherches sur le traitement du cancer‎) به سال ۱۸۲۹ میلادی، واژهٔ «متاستاز» را برای تعریف گسترش سرطان ابداع کرده و بکار برد.
امروزه «جراحی رکامیه» را به عمل کورتاژ رحم می‌گویند.
وی همچنین برندهٔ جوایزی همچون مدال لژیون دونور شده‌است. کوهی در جزایر کرگولن به افتخار او نام‌گذاری شده است.